# Andreea Acatrinei
Andreea Acatrinei (née le 7 avril 1992 à Brașov) est une gymnaste artistique roumaine.

## Biographie
Andreea Acatrinei remporte aux Jeux olympiques d'été de 2008 à Pékin la médaille de bronze du concours général par équipe.
Elle participe aussi au concours général individuel, à l'épreuve du sol et de la poutre, sans dépasser le stade des qualifications.

## Palmarès

### Jeux olympiques
- Pékin 2008
  -  médaille de bronze au concours général par équipes.